# Chelidonium jeanvoinei
Chelidonium jeanvoinei là một loài bọ cánh cứng trong họ Cerambycidae.